# Associação Portuguesa de Direito Europeu
A Associação Portuguesa de Direito Europeu (APDE) é uma associação que trabalha na divulgação do Direito Europeu em Portugal. Criada em 1984, a Assembleia Constitutiva da APDE teve lugar no dia 12 de Março de 1984, na sede da Ordem dos Advogados. O seu primeiro presidente foi José Manuel Coelho Ribeiro.
É membro da Federação Internacional de Direito Europeu (FIDE).